# Juliusz Schauder
Juliusz Paweł Schauder (Leópolis, 21 de setembro de 1899 — Leópolis, setembro de 1943) foi um matemático polonês.
Logo após completar o ensino secundário em 1917, foi convocado para a Primeira Guerra Mundial, sendo aprisionado pelos italianos logo após. Em 1919 iniciou os estudos em Leópolis, com doutorado em matemática em 1923, orientado por Hugo Steinhaus. Sem conseguir vaga de professor universitário, trabalhou como professor ginasial, não abandonando porém suas pesquisas matemáticas. Uma bolsa de estudos possibilitou-lhe viajar, a partir de 1932, a Leipzig e principalmente Paris, onde iniciou um proveitoso trabalho conjunto com Jean Leray. Depois de iniciada a Segunda Guerra Mundial e de ser Leópolis ocupada pelas tropas soviéticas, foi designado professor da Universidade de Leópolis.
Depois da invasão de Leópolis pelas tropas alemãs foi-lhe impossível continuar a trabalhar, or ser judeu. Naquela ocasião faltou-lhe até papel, para que pudesse registrar os resultados de suas investigações, sendo assassinado por uma patrulha da Gestapo. Sua mulher morreu no campo de concentração próximo a Lublin, e sua filha foi resgatada por freiras católicas.
Foi, juntamente com Stefan Banach, Hugo Steinhaus, Stanisław Ulam, Wacław Sierpiński, Karol Borsuk, Władysław Orlicz e outros membro da Escola de Matemática de Leópolis. O mais conhecido resultado de seu trabalho é o teorema do ponto fixo de Schauder, uma ferramenta abstrata para provar a existência da solução de diversos problemas. Outros conceitos desenvolvidos por ele são base de Schauder (generalização das bases ortonormais em espaços de Hilbert a espaços de Banach) e o princípio de Leray Schauder, um método para a construção de soluções de equações diferenciais parciais.